# Pál és Tekla cselekedetei
Pál és Tekla cselekedetei egy apokrif irat, amely leírja Pál apostol hatását egy Tekla nevű fiatal szűzre. A művet széles körben olvasták a korai kereszténységben és számos kéziratban fennmaradt. Hozzájárult Szent Tekla „mártírként”, sőt az ortodox hagyományban „az apostolokkal egyenrangú” személyként való tiszteletéhez.

## Szerzőség
A mű valószínűleg a 2. században íródott.
Legkorábban Tertullianus ír róla, 190 körül, aki azt mondja, hogy a mű egy ázsiai presbiter által írt kitalált történet, aki a Pál apostol iránti tiszteletből írta, és akit ezután, miután beismerte, felmentettek a hivatalából.

## Jelentősége
A keleti kereszténységben a művet széles körben terjesztették görögül, szírül és örményül. Vannak azonban latin, kopt és etióp változatok is, amelyek néha jelentősen eltérnek a görögtől.
A mű egyaránt tükrözi az aszketikus hajlamot és az üldöztetés tapasztalatait a korai kereszténységben. Sokan megjegyezték, hogy helyenként a mű érzékies is. A 20. század eleji bibliakutató, Edgar Goodspeed újszövetségi professzor, összehasonlítva más ősi szerelmi történetekkel, "vallási románcnak" nevezte.
Egyesek úgy vélik, hogy egy helyi mártírról szóló legenda inspirálhatta a történetet, amelyben Tarzusi Pálhoz kapcsolták, aki csodálatos módon megmenekült a valódi mártíromságtól. Szent Tekla kultusza a kereszténységben széles körben bizonyított, és a történet az egyik leghíresebb korai női szentté tette.

## Magyarul megjelent
- Az apostolok csodálatos cselekedetei (szerk. Dörömbözi János, Adamik Tamás), Bp., Telosz, 1996, ISBN 963-8458-089
- Szent Pál és Tekla, az erotikus apokrif irat (youtube)